# Gwiazdozbiór Koziorożca
Koziorożec (łac. Capricornus, dop. Capricorni, skrót Cap) – jeden z gwiazdozbiorów zodiakalnych, 40. co do wielkości, znany już w starożytności. Jest dziesiątym i zarazem najmniejszym spośród gwiazdozbiorów zodiakalnych. Położony jest na południowej półkuli nieba. Te blade gwiazdy nazywane były już przez cywilizacje Sumerów i Chaldejczyków Suhur-mash-ha, czyli Kozia ryba. Liczba gwiazd dostrzegalnych nieuzbrojonym okiem wynosi około 50. W Polsce widoczny latem.

## Mity i legendy
Może się wydawać dziwne, że jedna z najbledszych konstelacji zodiakalnych znana jest najdłużej. Jej znaczenie polega jednak nie tyle na charakterze gwiazd, ale na jej położeniu. Dzisiaj przesilenie zimowe ma miejsce, gdy Słońce znajduje się w obrębie gwiazdozbioru Strzelca, ale tysiące lat temu to właśnie Koziorożec oznaczał najbardziej wysunięte na południe położenie Słońca na niebie.
W wyobrażeniach starożytnych Greków przedstawia on pół kozła, pół rybę, gdyż taką właśnie postać przybrał rogaty bożek Pan, gdy wraz z innymi bogami uciekał przed potworem Tyfonem do Egiptu.
Pan był synem nimfy Dryope oraz boga Hermesa. Urodził się z nogami i rogami kozła, na ten widok jego matka uciekła, jak też wszyscy ludzie, którzy go ujrzeli. To właśnie od imienia stwora powstało wyrażenie „paniczny strach”. Pomimo tego Pan bardzo lubił ludzi i był dla nich życzliwy.
Podczas wojny pomiędzy bogami olimpijskimi z Tytanami Pan ostrzegł olimpijczyków o zbliżaniu się Tyfona, którego wysłała przeciw nim Gaja. Bogowie przyjęli różne postacie, by uciec przed potworem. Pan wskoczył do wody i próbował zmienić się w rybę. Niestety jego przeistoczenie nie udało się całkowicie – został w połowie kozłem, w połowie rybą. Kiedy z powrotem wdrapał się na brzeg, okazało się, że Tyfon rozszarpał Zeusa. Aby przestraszyć potwora, Pan zaczął krzyczeć – tak długo, aż Hermes zdołał pozbierać wszystkie członki Zeusa. Pan i Hermes połączyli je w jedną całość, dzięki czemu Zeus mógł ponownie podjąć walkę z potworem. Ostatecznie Zeus pokonał potwora, rzucając nań pioruny, i pogrzebał go żywcem pod Etną na Sycylii, skąd potwór nadal daje o sobie znać poprzez wydobywające się z krateru kłęby dymu. Za pomoc udzieloną Zeusowi został przez niego umieszczony wśród gwiazd.

## Gwiazdy Koziorożca
Chociaż z trudem można zauważyć podobieństwo gwiazdozbioru do kozła (nawet z rybim ogonem), to gwiazdy Koziorożca względnie łatwo można odnaleźć na niebie. Większe z nich tworzą duży trójkąt, którego wierzchołki wyznaczają dwie gwiazdy czwartej wielkości Alfa i Omega oraz Delta, gwiazda trzeciej wielkości. Żadna z nich nie jest specjalnie jasna, ale przypomina bardzo kształt dolnej części bikini.
- Alfa Capricorni (α Cap), składa się z nadolbrzyma o typie widmowym G3 o jasności 4,4m – α² Cap oraz olbrzyma – α² Cap (Algedi – 'kozioł') o typie G8 i jasności 3,8m. W rzeczywistości opisane gwiazdy nie są związane ze sobą fizycznie[2]. Oba te obiekty mają towarzyszy.
- Gwiazda Beta Capricorni (β Cap) (nazywana Dabih, co oznacza „rzeźnik” - nazwa ta jest związana z arabską tradycją składania kozła w ofierze, gdy Słońce wchodzi w obszar Koziorożca)[2] to gwiazda podwójna: jaśniejsza i mniejsza β¹ Cap świeci z jasnością 3,4m, a słabsza i większa β² Cap – 6,2m. W rzeczywistości β Cap jest jeszcze bardziej skomplikowana i oba składniki posiadają kolejnych, ale już o wiele słabszych towarzyszy.
- Nieco na południe od bety (β) znajduje się mały trójkąt gwiazd piątej i szóstej wielkości: Omikron (ο), Pi (π) i Ro (ρ). Wszystkie trzy to ładne pary o różnej naturze, dobrze je widać w 15-centymetrowym teleskopie[1].
- Deneb Algedi (δ Cap) najjaśniejsza gwiazda w konstelacji oznaczająca „ogon kozła” to układ wielokrotny gwiazd, w którym składnik A jest zmienną typu Algol o okresie zmienności 1,02 dnia i zmianie jasności od 2,81 do 3,05m

## Interesujące obiekty
Gwiazdozbiór ma stosunkowo niewiele do zaoferowania astronomowi amatorowi. 
- M30 – gromada kulista, owalnie ukształtowana, o jasnym centrum, odkryta przez Charles’a Messiera w 1764 roku. Oddalona jest o około 28 tysięcy lat świetlnych i zajmuje obszar o średnicy 12 minut łuku. Jej jasność wizualna to 7,2m[2]. Na północnej i zachodniej stronach jej halo całkiem wyraźnie widać dwa ramiona gwiazd[1].

## Zwrotnik Koziorożca
Z gwiazdozbiorem tym powiązane jest także przesilenie zimowe. Równoleżnik, na którym Słońce jest w zenicie w momencie tego przesilenia nazywany jest zwrotnikiem Koziorożca. Nazwa ta wynika z faktu, że właśnie w tym gwiazdozbiorze znajdowało się Słońce w momencie przesilenia około 2000 lat temu, gdy nadano nazwę temu równoleżnikowi. W dzisiejszych czasach, na skutek precesji, w chwili przesilenia zimowego, Słońce znajduje się w obrębie gwiazdozbioru Strzelca. Przez gwiazdozbiór Koziorożca przebiega obecnie 27,8° ekliptyki – niemal cały znak Wodnika. Słońce wędruje na tle gwiazdozbioru Koziorożca między 19 stycznia a 16 lutego.

## Rój meteorów
Warto zwrócić uwagę na rój meteorów związanych z konstelacją, Kaprikornidy, które w połowie lipca dają około ośmiu meteorów na godzinę.